# جيروين بلايلفينس
جيروين يوهانس هندريكس بلايلفينس (بالهولندية: Jeroen Blijlevens)‏ (و. 1971  م) هو دراج هولندي، متقاعد متخصص في سباقات الطرق، كان محترفًا في الفترة بين عامي 1994 و2004. عمل مؤخرًا كمدير رياضي لفريق CCC Liv للسيدات التابع للاتحاد الدولي للدراجات، كما عمل أيضًا كمعلق مشارك لسباقات الدراجات على قناة يوروسبورت هولندا.
لقب بـ"جيروميكه"، وكان واحدًا من أبرز المتسابقين السريعين في هولندا خلال التسعينيات. حقق 11 انتصارًا في مراحل ضمن البطولات الثلاث الكبرى (طواف فرنسا، طواف إسبانيا، وطواف إيطاليا). وخلال مسيرته الاحترافية، فاز بما مجموعه 74 سباقًا.

## سيرتة الذاتية
ولد بلايلفينس في بلدية غيلزي إن راين بمقاطعة شمال برابنت في عام 1971، وكان ابنًا لبائع أحذية. في عام 1990، فاز بأول سباق له كهاوٍ. حقق تسعة عشر انتصارا كهاوٍ, تعاقد معه سيس پريم للانضمام إلى فريق الدراجات TVM–Bison Kit.
أظهر بلايلفينس نتائج جيدة في سنواته الأولى، وفي عام 1995 أُختير للمشاركة في طواف فرنسا، حيث فاز بالمرحلة الخامسة. بلايلفينس، الذي لم يكن متسابقًا جيدًا في تسلق الجبال، انسحب من السباق قبل الوصول إلى جبال الألب.
في عام 1996، فاز بلايلفينس مرة أخرى بإحدى مراحل طواف فرنسا. وفي عام 1997، أنهى المرحلة السادسة من طواف فرنسا في المركز الثاني خلف إريك تسابل، ولكن عندما قامت لجنة التحكيم باستبعاد تسابل بسبب انطلاقة غير قانونية، مُنح الفوز بلايلفينس. في عام 1998، فاز بلايلفينس بالمرحلة الرابعة من طواف فرنسا. كان ذلك الطواف مليئًا بالاتهامات المتعلقة بالمنشطات، بما في ذلك تلك الموجهة لفريق TVM. وبمجرد أن عبر السباق الحدود الفرنسية-السويسرية، انسحب بلايلفينس من السباق احتجاجًا على المعاملة التي تلقاها من الشرطة الفرنسية.
في عام 1999، ارتدى بلايلفينس القميص الوردي كقائد للتصنيف العام في سباق جيرو دي إيطاليا، وذلك بعد فوزه بالمرحلة الثالثة. بعد أحداث عام 1998، اُستبعد فريق TVM من طواف فرنسا لعام 1999. حاول دراجو الفريق بدء إجراءات قانونية لإجبار منظمي الطواف على دعوتهم، لكنهم فشلوا في ذلك. بدأ دراجو فريق TVM إجراءات قانونية لإجبار منظمي طواف فرنسا على دعوتهم، لكنهم لم ينجحوا.في نهاية ذلك العام، غادر بلايلفينس فريق TVM لينضم إلى فريق Polti.

## سجل الفوز

### سباقات أو مراحل فاز بها
| التاريخ       | السباق                       | المركز                  |
| ------------- | ---------------------------- | ----------------------- |
| 13 مارس 1994  | 1994 Omloop van het Waasland | المركز الثالث           |
| 01 يناير 1995 | 1995 Trofeo Alcúdia          | الفائز في التصنيف العام |
| 01 يناير 1996 | 1996 Trofeo Mallorca         | الفائز في التصنيف العام |
| 23 أبريل 1997 | شيلدبرايش 1997               | الخامس في التصنيف العام |
| 27 يوليو 1997 | سباق طواف فرنسا 1997         | الرابع في تصنيف النقاط  |
| 08 أبريل 1998 | غنت-وفلجم 1998               | التاسع في التصنيف العام |
| 23 أبريل 1998 | جائزة دينين الكبرى 1998      | المركز الثاني           |
| 01 يناير 1999 | 1999 سباق نوكير كويرز        | الفائز في التصنيف العام |
| 01 يناير 1999 | 1999 Trofeo Mallorca         | الفائز في التصنيف العام |
| 21 أبريل 1999 | 1999 شيلدبرايش               | الفائز في التصنيف العام |
| 22 أبريل 1999 | جائزة دينين الكبرى 1999      | الفائز في التصنيف العام |
| 19 أبريل 2000 | شيلدبرايش 2000               | المركز الثاني           |
| 25 أبريل 2001 | شيلدبرايش 2001               | المركز الثاني           |
| 05 مارس 2003  | لو سامين 2003                | المركز الثالث           |
| 24 يونيو 2003 | 2003 Sint-Elooisprijs        | الفائز في التصنيف العام |